# Monegundis von Tours

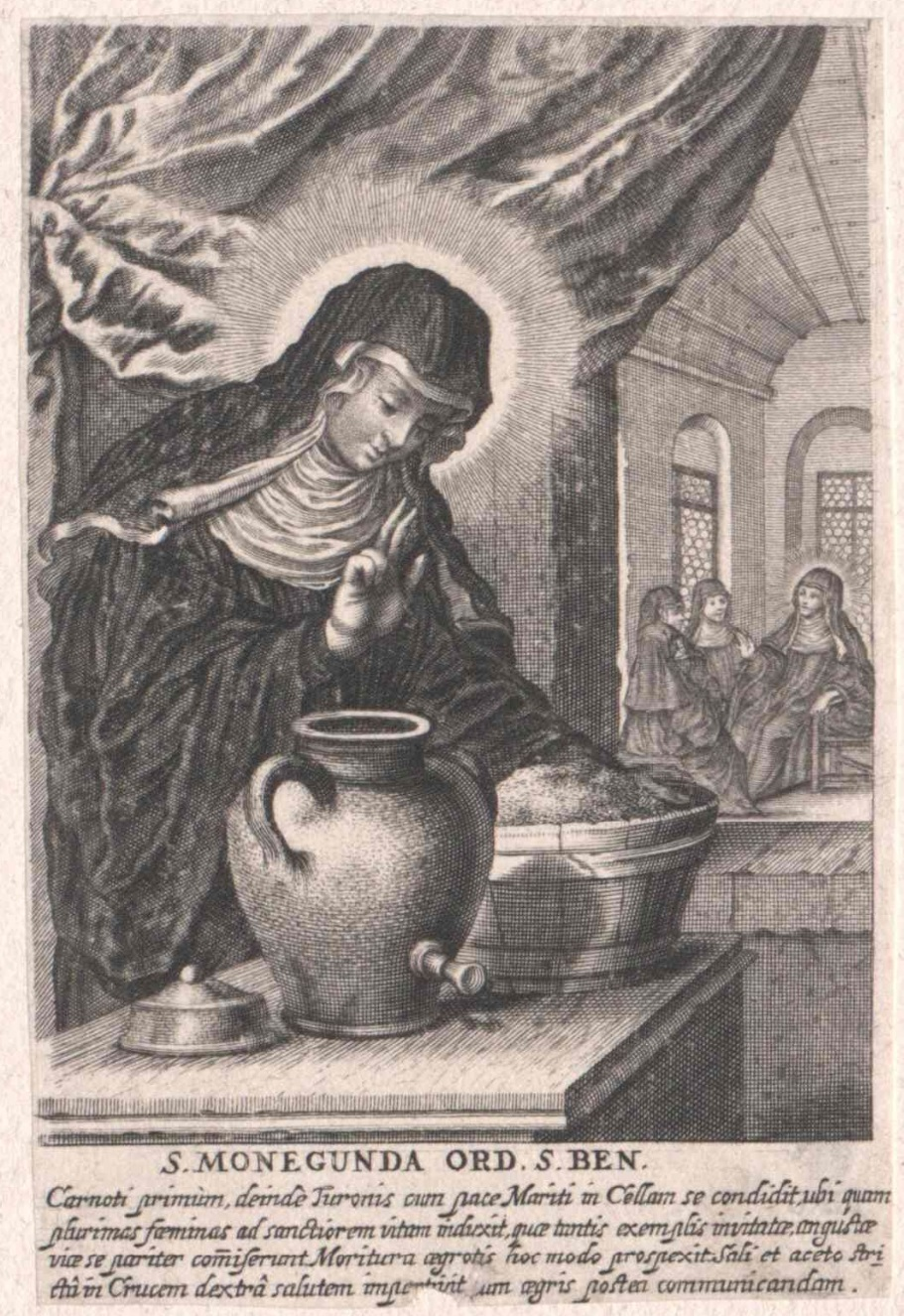
Monegundis segnet Öl und Salz; Heiligenbild aus dem 18. Jahrhundert

Monegundis von Tours (Monegund, Monegundes, Monegunda, * um 500 in Chartres; † 2. Juli 570 in Tours) war eine fränkische Reklusin und Heilige.

## Leben
Sie war verheiratet und hatte zwei Töchter. Beide Mädchen starben sehr jung, weshalb Monegundis zunächst in Depressionen verfiel. Sie beschloss daraufhin ihren Mann zu verlassen und lebte fortan als Reklusin in Chartres. Sie trat nur durch ein kleines Fenster aus ihrer selbstgebauten Zelle in Kontakt mit der Außenwelt. Regelmäßig erhielt sie von einem Sklavenmädchen Mehl und Wasser, woraus sich Monegundis Brot buk und es an die Armen verteilte, die zu ihrem Fenster kamen. Laut einer Legende wurde das Sklavenmädchen krank und konnte zehn Tage lang Monegundis nicht besuchen. Die Reklusin betete inbrünstig zu Gott, dass er Erbarmen mit ihr haben sollte. Plötzlich fing es an zu schneien und Monegundis sammelte und ernährte sich vom Schnee.
Es hatte sich herumgesprochen, dass Monegundis durch Handauflegung und Kreuzeszeichen Kranke heilen konnte. Sie beschloss daher nach Tours zum Grab des Heiligen Martins zu pilgern. Auf dem Weg schlossen sich ihr weitere Frauen an und sie gründete ein eigenes Kloster in Tours.
Als Monegundis im Sterben lag, bekamen die Nonnen Angst, da sie nicht wussten, wie sie ohne die Heilige das Kloster führen sollten. Noch auf dem Sterbebett segnete Monegundis daher reichlich Öl und Salz vorausschauend für künftige Pilger.
An ihrem Grab in der Kirche St.-Pierre-le-Puellier in Tours geschahen weitere Wunder, wie Gregor von Tours berichtet.
Die Legende der heiligen Monegundis war zur damaligen Zeit weit verbreitet, jedoch wurden sämtliche Reliquien von ihr zerstört oder sind verloren gegangen. Ihr Feiertag ist der 2. Juli.

## Quelle
- Gregor von Tours: Vita s. Monegundis. In: Bruno Krusch (Hrsg.): Monumenta Germaniae Historica, Scriptores rer. Merov 1.2. Hahn, Hannover 1969, S. 286–291.